# El Correo
El Correo, anteriormente El Correo Español-El Pueblo Vasco, es un periódico matutino diario de pago español con sede en Bilbao, propiedad del Grupo Vocento. Es, con diferencia, el periódico más leído en Vizcaya, donde tiene una cuota de mercado superior al 75 %. Consta de ocho ediciones regionales, cinco de ellas en la provincia de Vizcaya: Vizcaya, Álava, Duranguesado, Guipúzcoa, Margen Derecha, Margen Izquierda, Miranda de Ebro y Nervión-Ibaizábal. Se edita principalmente en castellano, aunque incluye algunos artículos y suplementos en euskera.
El primer número del periódico, bajo el título El Correo Español-El Pueblo Vasco, apareció el 13 de abril de 1938, como fusión de dos publicaciones previas: El Pueblo Vasco, fundada el 1 de mayo de 1910 por los hermanos Gabriel y Emilio Ybarra de la Revilla, y El Correo Español, diario de la Falange Española Tradicionalista y de las JONS.
Desde la década de 1970, El Correo ha sido objetivo de las acciones de ETA, sufriendo atentados contra sus instalaciones en varias ocasiones, incluido el asesinato de su directivo Javier de Ybarra y Bergé en 1977.
Según datos de la Oficina de Justificación de la Difusión, cuenta con una tirada promedio de 137.725 ejemplares diarios. Por otro lado, es el primer periódico de pago de información general más leído de España, con 520.000 lectores al día.

## Historia

### Antecedentes
El Pueblo Vasco fue creado con el objetivo de apoyar al joven Partido Conservador de Antonio Maura en Vizcaya; se autodefinía ideológicamente como de inspiración cristiana, español, partidario de la autonomía vasca, defensor de la libre empresa y monárquico alfonsino.[cita requerida] Para ello, se asocian con el editor del periódico del mismo nombre en San Sebastián, Rafael Picavea. Su primer director fue Juan de la Cruz Elizondo, y su primera sede estuvo en la Plaza Circular de Bilbao, trasladándose en marzo de 1912 a la calle Ledesma. Pronto se vio enfrentado con su gran oponente, La Gaceta del Norte.
El 14 de junio de 1911, cuando el diario lleva trece meses en la calle, se constituye la Sociedad Civil El Pueblo Vasco de Bilbao, que va a durar veintiocho años, hasta su disolución en agosto de 1939. Otorgan la escritura Gabriel y Emilio de Ybarra Revilla, Rafael Picavea, Luciano Zubiria Urizar, José Joaquín Zayas y José Luis Goyoaga. No figura Fernando de Ybarra para no restar independencia al nuevo diario, pues es jefe del Partido Conservador. El primer Consejo de Administración de la Sociedad quedó constituido de este modo: presidente, Rafael Picavea; vicepresidente, Gabriel de Ybarra; vocales, Emilio de Ybarra, Luciano Zubiria, José Joaquín Zayas y José Luis Goyoaga.
En esta época colaboraban con el periódico escritores de la generación del 98 como Azorín, Valle-Inclán o Pío Baroja, así como Julio Camba, José María Salaverría, Concha Espina o Pedro Mourlane Michelena.
El 17 de julio de 1936 el periódico es intervenido por el gobierno republicano, tras meses de censura, no volviéndose a publicar hasta el año siguiente.
A los diecisiete días de haber tomado Bilbao el ejército franquista, el 6 de julio de 1937 comienza a publicarse el primer número de El Correo Español, órgano de la Falange Española Tradicionalista y de las JONS, desde los talleres incautados por el franquismo al diario Euzkadi. Ese mismo día sale de nuevo El Pueblo Vasco al mercado.

### Fusión deEl Pueblo VascoyEl Correo Español
El 13 de abril de 1938, El Pueblo Vasco y El Correo Español son obligados a fusionarse por el gobierno franquista, publicándose desde entonces como El Correo Español-El Pueblo Vasco, bajo el control de la Falange, que designa como director a Santiago Nadal. La sociedad resultante es la Sociedad Anónima El Pueblo Vasco. Durante esa época se denominó "diario de la Falange Española Tradicionalista y de las JONS".
El Correo Español-El Pueblo Vasco dispuso desde esta época de la rotativa Goss donada años antes al diario Euzkadi por el magnate norteamericano William Randolph Hearst. El Gobierno Vasco de la época no destruyó la rotativa y esta fue incautada por el gobierno franquista y entregada al nuevo proyecto.
En 1939 Joaquín de Zuazagoitia, hasta entonces articulista de El Diario Vasco, pasa a ser el director hasta su abandono —en 1942— al convertirse en alcalde de Bilbao.

### Bilbao Editorial (1945-1976)
En 1945 se unen a la sociedad editora las familias Echevarría y Bergareche, editores del desaparecido El Noticiero Bilbaíno. En 1947 adquieren la mayor parte del guipuzcoano El Diario Vasco, recuperan la parte apropiada por los falangistas, y se convierten en la sociedad anónima Bilbao Editorial.
En 1951 Alejandro Echevarría sustituye a Ramón Sierra como director, hasta 1966. El diario pasa a ser el organizador de la Vuelta Ciclista a España en 1955.
En marzo de 1965, siendo vicepresidente Luis Bergareche, el periódico se traslada a la calle Pintor Losada, en el barrio de Bolueta, abandonando el formato sábana por el tabloide, aumentando así el número de páginas.

### Desde 1976
En 1976 supera en ventas a su rival histórico, La Gaceta del Norte, convirtiéndose en el periódico más vendido del norte de España. En esta época aparece por primera vez la tira de Don Celes, de Luis del Olmo (no confundir con el periodista radiofónico del mismo nombre), que se mantiene hasta hoy.
En esta época ETA secuestra y mata al entonces presidente del periódico, Javier de Ybarra y Bergé.
En los años 80 se saca una edición específica para la margen izquierda de la ría del Nervión, y empieza a salir también los lunes.
En 1984, la empresa empieza su expansión fuera del País Vasco con la compra del cántabro El Diario Montañés, expansión que continuaría con los años hasta la formación del Grupo Correo-Prensa Española, actual Grupo Vocento.
Tras años siendo llamado comúnmente así y para intentar hacer olvidar su pasado franquista, el periódico es finalmente rebautizado como El Correo. En este nuevo periodo han sido directores:
- Antonio Barrena, hasta su jubilación en 1990.
- Antonio Guerrero, desde 1990 hasta 1993.
- José Antonio Zarzalejos, desde 1993 hasta principios de 1998, cuando se convierte en el director editorial del Grupo Correo.
- Ángel Arnedo, desde 1998 hasta 2007.
- Juan Carlos Martínez, desde 2007 a 2016.
- José Miguel Santamaría, desde 2016 a la actualidad.

## Ediciones
El periódico tiene diferentes ediciones, ocho en concreto, que cubren la información de un modo más local. Cinco ediciones cubren la provincia de Vizcaya y otras tres cubren Álava, Guipúzcoa y Miranda de Ebro.

## Edición digital
En la actualidad, el correo posee una edición digital a través de su página web, donde utiliza un sistema de suscripción mensual, ofreciendo las noticias más relevantes únicamente a sus abonados.